# Кравцов, Владимир Иванович (военный)
Владимир Иванович Кравцов — советский военный-лётчик, полковник авиации (СССР). Генерал азербайджанской армии. Первый командующий ВВС Азербайджана.

## Биография
Будучи военнослужащим советской армии полковник авиации Владимир Кравцов проходил службу в 82-м авиационном истребительном полку ПВО (82-й АИП ПВО), который дислоцировался на территории Азербайджана под Баку на аэродроме Насосный.
После развала Советского Союза на ряде территорий, входящих некогда в состав СССР, разгорелись вооружённые конфликты. Россия, объявившая себя наследницей Советского Союза, 9-10 июня 1992 года в условиях давления, подкупов, уговоров и даже вооружённых нападений со стороны нуждающихся в вооружении азербайджанцев начала экстренную эвакуацию авиатехники в Россию. Основная часть была вывезена, но кое-что досталось и азербайджанцам. На аэродроме в Насосном благодаря действиям Владимира Кравцова, занимавшегося расформированием 82-го ИАП ПВО, и подполковника Александра Плеша (или Плешина), азербайджанцами было захвачено до 30 самолетов МиГ-25ПД. Кравцов предупредил азербайджанцев о намеченной перегонке самолетов в Россию, после чего 9 июля 1992 года на территорию аэродрома ворвались люди, которые блокировали вылет части. В результате полковнику Кравцову был присвоен[кем?] чин генерала и дана должность командующего ВВС Азербайджана. Бывший министр обороны Азербайджана Дадаш Рзаев отмечает, что Владимир Кравцов, наряду с угнавшим c аэродрома Ситалчай, где базировался 80-й отдельный штурмовой авиационный полк, штурмовик Су-25 старшим лейтенантом Вагифом Курбановым, стоял у истоков создания ВВС Азербайджана.